# Назірова Міна Башир кизи
Міна Башир кизи (Баширівна) Назірова (1914, село Сувагел Закатальського округу, тепер село Ені-Сувагіль Загатальського району, Азербайджан — 1984, місто Закатали, тепер місто Загатала, Азербайджан) — азербайджанська радянська діячка, голова колгоспу імені Леніна Закатальського району Азербайджанської РСР. Депутат Верховної ради Азербайджанської РСР 2-го, 6—8-го скликань. Депутат Верховної ради СРСР 3—5-го скликань. Герой Соціалістичної Праці (21.11.1958).

## Життєпис
Народилася в селянській родині тесляра. У 1928 році закінчила Сувагільську сільську початкову школу.
З 1928 по 1932 рік навчалася у радянсько-партійній школі міста Закатали, стала членом комсомолу.
У 1932—1933 роках — інструктор виконавчого комітету Закатальської районної ради.
З 1933 року навчалася на восьмимісячних курсах підготовки педагогів при Закатальському педагогічному технікумі.
З 1935 по 1938 рік працювала вчителькою Сувагільської неповної середньої школи Закатальського району Азербайджанської РСР.
У 1939—1941 роках — помічник прокурора Закатальського району Азербайджанської РСР.
Член ВКП(б) з 1939 (за іншими даними — з 1942) року.
У 1941—1951 роках — голова виконавчого комітету Сувагільської сільської ради Закатальського району.
У 1952—1954 роках — заступник голови виконавчого комітету Закатальської районної ради депутатів трудящих.
У 1954—1955 роках — секретар партійного комітету колгоспу імені Леніна села Сувагел Закатальського району.
У 1955—1982 роках — голова колгоспу імені Леніна села Сувагел Закатальського району. Колгосп був одним із найбільших вівчарських господарств Азербайджанської РСР, налічував до 40—50 тисяч голів дрібної рогатої худоби (овець).
Указом Президії Верховної ради СРСР від 21 листопада 1958 року за визначні успіхи, досягнуті у справі розвитку вівчарства та збільшення виробництва вовни Назіровій Міні Башир кизи присвоєно звання Героя Соціалістичної Праці з врученням ордена Леніна та золотої медалі «Серп і Молот».
Померла у 1984 році після важкої хвороби та похована на цвинтарі міста Закатали.

## Нагороди
- Герой Соціалістичної Праці (21.11.1958)
- орден Леніна (21.11.1958)
- орден Жовтневої Революції
- орден Трудового Червоного Прапора
- орден «Знак Пошани»
- медаль «За оборону Кавказу»
- медаль «За доблесну працю у Великій Вітчизняній війні 1941—1945 рр.»
- медалі